# Élections sénatoriales de 2026 dans le Bas-Rhin
Pour un article plus général, voir Élections sénatoriales françaises de 2026.
Les élections sénatoriales dans le Bas-Rhin sont prévues en septembre 2026. Elles visent à renouveler les cinq sénateurs du département.

## Modalités

### Dates
Ces élections se tiendront en septembre 2026, les sénateurs étant élus pour une durée de 6 ans et les élections de 2020 ayant eu lieu le 27 septembre.

### Mode de scrutin
Le Bas-Rhin étant représenté par cinq sénateurs, ces derniers sont élus au scrutin proportionnel plurinominal. Les électeurs votent pour des listes de candidats, et les sièges sont répartis après dépouillement des suffrages aux différentes listes en proportion de leurs parts des voix, suivant la règle de la plus forte moyenne, sans panachage ni vote préférentiel,.

### Collège électoral
Les élections sénatoriales sont un scrutin indirect, cela signifie que seuls les grands électeurs sont appelés à voter lors de cette élection. Sont considérés comme grands électeurs:
- les députés et sénateurs ;
- les conseillers régionaux ;
- les conseillers départementaux[a] ;
- les délégués des conseils municipaux. Cette dernière catégorie représente 95 % des grands électeurs[6].

## Contexte

### Élections sénatoriales de 2020
Lors des élections sénatoriales de 2020, l'UDI se présente sur une liste commune avec Les Républicains, bien que ces derniers présentent également une seconde liste seuls, chacune de ses liste obtient deux sièges chacun, accordant ainsi trois sièges aux Républicains et un seul à l'UDI soit autant qu'à l'issu de l'élection précédente. La gauche parvient à conserver son siège, il est néanmoins notable que Jacques Fernique, encarté chez Europe Écologie - Les Verts, succède à Jacques Bigot, socialiste. Ainsi le rapport de force entre la gauche, le centre est la droite est inchangé, mais le rapport interne à la gauche diffère de l'élection de 2020.

### Élections municipales de 2026
Les élections sénatoriales de 2026 prendront place 6 mois après les municipales de la même année. La très grande majorité des grands électeurs français étant issus des conseils municipaux, leur composition aura dès lors un impact important sur le scrutin sénatorial.

## Résultats

### Sénateurs sortants et élus
| Sénateurs sortants    | Parti | Parti | Groupe | Groupe | Sénateurs élus | Parti | Parti | Groupe | Groupe |
| --------------------- | ----- | ----- | ------ | ------ | -------------- | ----- | ----- | ------ | ------ |
| Jacques Fernique      |       | LÉ    |        | GEST   |                |       |       |        |        |
| Claude Kern           |       | UDI   |        | UC     |                |       |       |        |        |
| Laurence Muller-Bronn |       | LR    |        | REP    |                |       |       |        |        |
| André Reichardt       |       | LR    |        | REP    |                |       |       |        |        |
| Elsa Schalck          |       | LR    |        | REP    |                |       |       |        |        |